# Paola Doimi de Lupis
Paola Doimi de Lupis, par mariage Lady Nicholas Windsor, née le 7 août 1969, est l'épouse de Lord Nicholas Windsor, fils du duc et de la duchesse de Kent. Elle est la sœur de Peter Frankopan, un historien et écrivain britannique.

## Jeunesse
Lady Nicholas Windsor est née sous le nom de Paola Louise Marica Doimi di Delupis. Elle utilise le patronyme « Doimi de Lupis » lors de son entrée en premier cycle à l'université de Cambridge en 1989. En 1993, à l'université, elle inclut à son patronyme les noms « Frankopan Šubić », tout en ajoutant entre parenthèses son nom précis d'origine pour éviter toute confusion.
Son père est un aristocrate croate, d'origine dalmate et vénitienne, et de nationalité britannique, Louis Doimi de Lupis (né Nob. (en) Vjekoslav Nikola Antun Doimi di Delupis, 1939 Split - 2018 Zagreb), qui prétendait être un descendant de la dynastie princière croate Frankopan et, à ce titre, changea son nom en 1991  en Louis Doimi de Frankopan Šubić Zrinski, ce qui provoqua son expulsion de l'Association de la noblesse croate. Sa mère, le Pr Ingrid Detter (en), est avocate et professeur de droit à l'université de Stockholm.
En 2006, au moment de son mariage civil et de son mariage religieux, elle est citée sous le nom de « princesse Paola Doimi de Lupis Frankopan Šubić Zrinski ». L'annonce du mariage de Lady Nicholas fait référence à ses parents en tant que « Don » et « Donna ».
Elle a trois frères et une sœur :
- Peter Frankopan (né en 1971), professeur d'histoire à l'université d'Oxford, membre de la Société royale d'études orientales et auteur de The Silk Roads (en). Il est marié à Jessica Sainsbury, fille de Tim Sainsbury ;
- Nicholas Frankopan (né en 1975), gestionnaire d'actifs immobiliers, cofondateur d'Oak Chase Global. Il est marié à Natasha Oppenheim ;
- Lawrence Frankopan (né en 1977), président de StarWing Sports, agence de gestion de carrières sportives. Il est marié au Dr Maria Angelicoussis, fille du milliardaire grec John Angelicoussis (en) ;
- Christina Frankopan (née en 1983), consultante financière chez Lazard. Elle est mariée à Patrick Nicholson, directeur de la communication de Caritas, puis spécialiste en communication au Programme des Nations unies pour le développement.

## Formation et carrière
Paola Windsor fait ses études à la St Paul's Girls' School et à l'abbaye de Wycombe (en), où elle bénéficie de la bourse William Johnston Yapp. Elle étudie ensuite les classiques au Gonville and Caius College de Cambridge, avec une bourse Chorale. Enfin, elle obtient un DEA (équivalent M.Phil.) à Paris IV-Sorbonne en philosophie, en soumettant une thèse en français intitulée L'autorité de l'État.
Sous le nom de Paola Frankopan, elle écrit pour le magazine Tatler, pour lequel elle est rédactrice en chef, ainsi que pour Vogue USA.
Elle publie également une introduction à l'histoire du Sanctuaire Notre-Dame de Trsat (Trsatska Sveta Kuća en croate).

## Mariage et famille
Elle rencontre son mari, Lord Nicholas Windsor, lors d'une fête du millénaire à New York en 1999. Leurs fiançailles sont annoncées le 26 septembre 2006. Ils se marient le 4 novembre 2006 en l'église Santo Stefano degli Abissini au Vatican, à la suite d'une cérémonie civile qui a lieu le 19 octobre 2006 dans un bureau d'état civil de Londres, et elle devient Lady Nicholas Windsor et elle porte une robe de mariée Valentino. C'est la première fois qu'un membre de la famille royale britannique se marie au Vatican. Une Early day motion (en) de la Chambre des communes accueille le premier mariage manifeste dans les rites de l'Église catholique d'un membre de la famille royale depuis le règne de la reine Mary Ire, et le premier mariage d'un membre de la famille royale à avoir lieu dans l'État de la Cité du Vatican.
Le premier enfant de Lord et Lady Nicholas Windsor, un fils, Albert Louis Philip Edward, est né le 22 septembre 2007 au Chelsea and Westminster Hospital de Londres. À sa naissance, Albert est 26e dans l'ordre de succession au trône britannique. Une Early day motion à la Chambre des communes salue le baptême d'Albert en tant que premier enfant royal à être baptisé catholique depuis 1688. Albert est baptisé selon les rites catholiques dans la chapelle de la reine (en) au Palais Saint James à Londres.
Elle donne naissance à leur deuxième enfant, Leopold Ernest Augustus Guelph, le 8 septembre 2009 au Chelsea and Westminster Hospital. Leopold est baptisé par le cardinal Angelo Comastri dans la basilique Saint-Pierre au Vatican.
Un troisième fils, Louis Arthur Nicholas Felix Windsor, né le 27 mai 2014 à l'hôpital de Chelsea et Westminster et, comme son frère Albert, est baptisé selon les rites catholiques dans la chapelle de la reine au palais Saint James à Londres.